# Łyngmiany (gmina)
Łyngmiany (1919 alt. Łyngmjany; od 1929 gmina Kołtyniany) – dawna gmina wiejska istniejąca na obszarze Ziemi Wileńskiej/woj. wileńskiego II Rzeczypospolitej (obecnie na Litwie). Siedzibą gminy były Łyngmiany (Linkmenys).
Początkowo gmina należała do powiatu święciańskiego w guberni wileńskiej. 7 czerwca 1919 weszła w skład utworzonego pod Zarządem Cywilnym Ziem Wschodnich okręgu wileńskiego, przejętego 9 września 1920 przez Tymczasowy Zarząd Terenów Przyfrontowych i Etapowych. W związku z powstaniem Litwy Środkowej 9 października 1920 gmina wraz z główną częścią powiatu święciańskiego znalazła się w jej strukturach. 13 kwietnia 1922 roku gmina weszła w skład objętej władzą polską Ziemi Wileńskiej, przekształconej 20 stycznia 1926 roku w województwo wileńskie.
11 kwietnia 1929 roku do gminy Łyngmiany przyłączono części obszaru gmin  Święciany i (zniesionej) Zabłociszki, natomiast część obszaru gminy Łyngmiany włączno do gminy Daugieliszki. 22 kwietnia 1929 roku gminę przemianowano na gmina Kołtyniany.